# جورج بورتر
جورج بورتر (بالإنجليزية: George Porter)‏ هو كيميائي بريطاني ولد في 6 ديسمبر 1920 في يوركشير وتوفي في 31 أغسطس 2002. تحصل على منحة دراسية من جامعة ليدز وتحصل فيها على إجازة في الكيمياء. التحق بعد ذلك بالاحتياطين في البحرية الملكية خلال الحرب العالمية الثانية. التحق بعد ذلك بجامعة كامبردج في مجال البحث تحت إشراف رونالد نوريش. تحصل على جائزة نوبل في الكيمياء لسنة 1967 وترأس المجتمع الملكي بين 1985 و 1990 التي دخل إليها سنة 1960. تحصل على وسام دايفي سنة 1971 وجائزة كالينغا لتبسيط العلوم سنة 1976 ووسام رمفورد سنة 1978 ووسام كوبلاي سنة 1992. ترأس جامعة لتشستر بين 1984 و 2001 وفي سنة 2001 تم تسمية قسم الكيمياء بالجامعة باسمه.

## روابط خارجية
- جورج بورتر على موقع الموسوعة البريطانية (الإنجليزية)
- جورج بورتر على موقع مونزينجر (الألمانية)
- جورج بورتر على موقع إن إن دي بي (الإنجليزية)